# Northwest Africa 7034
Northwest Africa 7034 (NWA 7034) – meteoryt marsjański znaleziony w 2011 na Saharze. Meteoryt znany jako „Black Beauty” („Czarna piękność”), uformował się około 2,1 miliarda lat temu, na początku obecnie trwającej na Marsie epoki geologicznej znanej jako okres amazoński. Jest to drugi najstarszy ze znanych meteorytów marsjańskich. NWA 7034 nie należy do żadnego z wcześniej znanych typów meteorytów marsjańskich shergottyty, nakhlity i chassignity), otworzył on nowy typ znany jako „marsjański (brekcja bazaltowa)”.

## Odkrycie
Meteoryt został odnaleziony na Saharze. W 2011 zakupił go w Maroku Jay Piatek, który jest prywatnym kolekcjonerem meteorytów. Oficjalne oznaczenie meteorytu pochodzi od miejsca jego znalezienia (północno-zachodnia Afryka).

## Charakterystyka
Meteoryt waży 319,8 gramów, ma czarną, błyszczącą powierzchnię i należy do grupy achondrytów. Z racji jego wyglądu znany jest jako „Black Beauty” („Czarna piękność”).
Meteoryt uformował się około 2,1 miliarda lat temu na początku obecnie trwającego na Marsie okresu geologicznego - okresu amazońskiego. Jest to drugi pod względem wieku ze wszystkich obecnie znanych (styczeń 2013) meteorytów marsjańskich (najstarszy znaleziony na Ziemi meteoryt marsjański, Allan Hills 84001, liczy ponad cztery miliardy lat).
NWA 7034 zbudowany jest z fragmentów bazaltu, głównie skalenia i piroksenów, najprawdopodobniej pochodzących z aktywności wulkanicznej. Skład chemiczny kamieni składających się na meteoryt jest identyczny z wieloma próbkami marsjańskich kamieni zbadanymi przez sondy Mars Exploration Rover i Mars Odyssey Orbiter, jednak w porównaniu z nimi meteoryt zawiera dziesięć razy więcej cząsteczek wody. Duża zawartość wody w meteorycie może wskazywać na to, że powstał on w skorupie Marsa w jej obecności. Stosunek zawartych w meteorycie izotopów tlenu różni się od stosunku tychże izotopów w innych znanych marsjańskich meteorytach, co było zapewne spowodowane oddziaływaniem marsjańskiej atmosfery w trakcie tworzenia się meteorytowych skał.